# Колобов, Альберт Алексеевич
Альберт Алексеевич Колобов (3 апреля 1935 — 2 июня 2010) — профессор, доктор технических наук, заслуженный деятель науки России.

## Профессиональные интересы
Теоретические основы построения логистических систем промышленных предприятий; моделирование логистических систем промышленных предприятий; концепция обеспечения организационно-экономической устойчивости на основе оптимизации материальных, информационных и финансовых потоков; создание методологии проектирования виртуальных производственных систем, реинжиниринга бизнес процессов и информационного обеспечения систем управления в стандартах CALS.
Колобов А. А. является известным специалистом в области создания новых научных принципов организации и управления промышленным производством в современных рыночных условиях. Им разработаны теоретические основы построения логистических систем промышленных предприятий, методы их моделирования, концепция обеспечения организационно-экономической устойчивости на основе оптимизации материальных, информационных и финансовых потоков. Приоритетными являются работы в области создания методологии проектирования виртуальных производственных систем, реинжиниринга бизнес процессов и информационного обеспечения систем управления в стандартах CALS. Результаты апробированы на конференциях, выставках и семинарах федерального и международного уровня. Им опубликовано свыше 90 научных работ, в том числе 9 монографий, учебник и 3 научных пособия.

## Научно-педагогическая школа А. А. Колобова
Колобов А. А. заведует кафедрой промышленной логистики факультета «Инженерный бизнес и менеджмент» Московского государственного технического университета им. Н. Э. Баумана.
Он является руководителем научно-педагогической школы в области организации производства и промышленной логистики. Под его руководством в МГТУ им Н. Э. Баумана впервые в России создана кафедра «Промышленной логистики», которая готовит инженеров-менеджеров по специальности менеджмент, специализация — промышленная логистика. Разработаны новые учебники и программы, созданы новые учебные дисциплины «Промышленный маркетинг», «Промышленная логистика», «Бизнес-планирование», «Стратегическое управление» и другие. Под его руководством разработана «Программа обучения управленческих кадров для организации народного хозяйства РФ» по специальности Менеджмент, специализация «Управление производственно-финансовой устойчивостью предприятия (промышленная логистика)», которая успешно прошла конкурсный межвузовский отбор. Им подготовлено 26 кандидатов наук и 2 доктора наук по специальности 08 00.28 — организация производства и 08.00.05 — экономика и управление народным хозяйством (промышленностью). Он является председателем докторского диссертационного совета ВАК РФ.
Колобов А. А. является действительным членом Академии технологических наук. Международной Академии информатизации. Общества инженеров-логистиков (SOLE) США, Национальной логистической ассоциации, Межвузовского координационного совета по логистике, преподавателем европейского уровня Международного общества инженерного образования.

## Учебные курсы
1. Промышленный маркетинг
2. Промышленная логистика
3. Бизнес-планирование
4. Стратегическое управление

## Публикации
Промышленная логистика: Конспект лекций/Под ред. А. А. Колобова. — М.: МИПК при МГТУ им. Н. Э. Баумана, 1993. — 38 с.
Логистика: Учебник. Издание 2-е, переработанное и дополненное. — М.: ИНФРА-М, 2000. — 352 с. (в соавторстве).
Стратегическое управление организационно-экономической устойчивостью фирмы. Логистико-ориентированное проектирование бизнеса. — М.: МГТУ им. Баумана, 2001. — 600 с. (в соавторстве).
Проектирование интегрированных производственно-корпоративных структур: эффективность, организация, управление / С. Н. Анисимов, А. А. Колобов, И. Н. Омельченко, А. И. Орлов, А. М. Иванилова, С. В. Краснов; Под ред. А. А. Колобова, А. И. Орлова. — М.: Изд-во МГТУ им. Н. Э. Баумана, 2006. — 728 с.